# Tabebuia caleticana
Tabebuia caleticana là một loài thực vật có hoa trong họ Chùm ớt. Loài này được A.H.Gentry & D.Albert miêu tả khoa học đầu tiên năm 1992.